# Bathymedon subcarinatus
Bathymedon subcarinatus är en kräftdjursart. Bathymedon subcarinatus ingår i släktet Bathymedon och familjen Oedicerotidae. Inga underarter finns listade i Catalogue of Life.